# Nuno Gomes Garcia
 (juin 2022).
La mise en forme du texte ne suit pas les recommandations de Wikipédia : il faut le « wikifier ».
Les points d'amélioration suivants sont les cas les plus fréquents. Le détail des points à revoir est peut-être précisé sur la page de discussion.
- Les titres sont pré-formatés par le logiciel. Ils ne sont ni en capitales, ni en gras.
- Le texte ne doit pas être écrit en capitales (les noms de famille non plus), ni en gras, ni en italique, ni en « petit »…
- Le gras n'est utilisé que pour surligner le titre de l'article dans l'introduction, une seule fois.
- L'italique est rarement utilisé : mots en langue étrangère, titres d'œuvres, noms de bateaux, etc.
- Les citations ne sont pas en italique mais en corps de texte normal. Elles sont entourées par des guillemets français : « et ».
- Les listes à puces sont à éviter, des paragraphes rédigés étant largement préférés. Les tableaux sont à réserver à la présentation de données structurées (résultats, etc.).
- Les appels de note de bas de page (petits chiffres en exposant, introduits par l'outil «  Source ») sont à placer entre la fin de phrase et le point final[comme ça].
- Les liens internes (vers d'autres articles de Wikipédia) sont à choisir avec parcimonie. Créez des liens vers des articles approfondissant le sujet. Les termes génériques sans rapport avec le sujet sont à éviter, ainsi que les répétitions de liens vers un même terme.
- Les liens externes sont à placer uniquement dans une section « Liens externes », à la fin de l'article. Ces liens sont à choisir avec parcimonie suivant les règles définies. Si un lien sert de source à l'article, son insertion dans le texte est à faire par les notes de bas de page.
- La présentation des références doit suivre les conventions bibliographiques. Il est recommandé d'utiliser les modèles {{Ouvrage}}, {{Chapitre}}, {{Article}}, {{Lien web}} et/ou {{Bibliographie}}. Le mode d'édition visuel peut mettre en forme automatiquement les références.
- Insérer une infobox (cadre d'informations à droite) n'est pas obligatoire pour parachever la mise en page.

Pour une aide détaillée, merci de consulter Aide:Wikification.
Si vous pensez que ces points ont été résolus, vous pouvez retirer ce bandeau et améliorer la mise en forme d'un autre article.
Nuno Gomes Garcia (né en 1978 à Matosinhos) est un écrivain portugais. Il vit et travaille à Paris.

## Biographie
Nuno Gomes Garcia a étudié l'archéologie et l'histoire à l'université de Porto .
Après des études en histoire et une première carrière d’archéologue, il se consacre à la littérature. Outre son activité de romancier, il est consultant éditorial et critique littéraire pour la presse écrite et la radio.
Il écrit essentiellement des romans dystopiques dans lesquels il explore des questions sociopolitiques contemporaines : les systèmes d’oppression, la montée des populismes, les crises climatiques et migratoires, la xénophobie, le sexisme…
Il est l’auteur de quatre romans, dont deux ont été traduits et publiés en France : Sabino, ou les tribulations d’un soldat portugais dans la Grande Guerre (Petra, 2018, traduction de Dominique Stoenesco) et La Domestication (iXe, 2022, traduction de Clara Domingues)  
Son deuxième roman, O Dia em Que o Sol Se Apagou, a été finaliste du prix LeYa en 2014 ,.
En 2022, Nuno Gomes Garcia a été le lauréat de la Résidence Jean Monnet du LEC, Festival de littératures européennes de Cognac.
Nuno Gomes Garcia est membre fondateur du collectif Mapas do Confinamento. Collectif d’artistes uni-e-s autour d’un projet multiculturel, la langue portugaise comme dénominateur commun.
Nuno Gomes Garcia est marié à une Lituanienne et est père de deux enfants.